# Sasia
Sasia is een geslacht van vogels uit de familie spechten (Picidae).

## Soorten
Het geslacht kent de volgende twee soorten:
- Sasia abnormis  – Maleise dwergspecht
- Sasia ochracea  – Himalayadwergspecht
- De Afrikaanse dwergspecht staat op de IOC World Bird List versie 13.1 in een monotypisch geslacht Verreauxia.